# Шаху IV

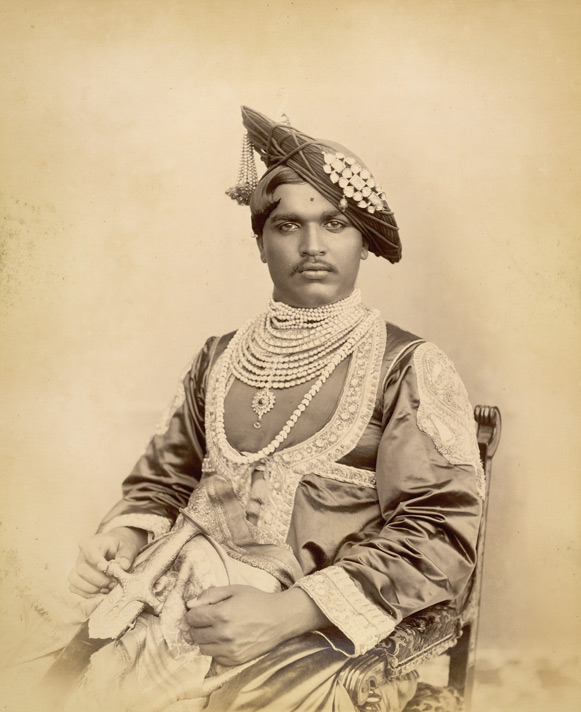
Махараджа Колхапура в 1894 году

Шаху (также известный как Чхатрапати Раджарши Шаху, Шаху IV, Раджарши Шаху Махарадж, Шаху Колхапура)  (маратхи शाहू महाराज; 26 июня 1874 — 6 мая 1922) — 10-й раджа Колхапура (1883—1900) и 1-й махараджа Колхапура (1900—1922)  из династии Бхонсле. В свое время Раджарши Шаху считался демократом и социальным реформатором, и его правление ознаменовалось реализацией прогрессивной политики, такой как зачаточная система резервирования для низших каст и некастовых групп и расширение доступа к образованию независимо от касты и символ веры.

## Ранняя жизнь

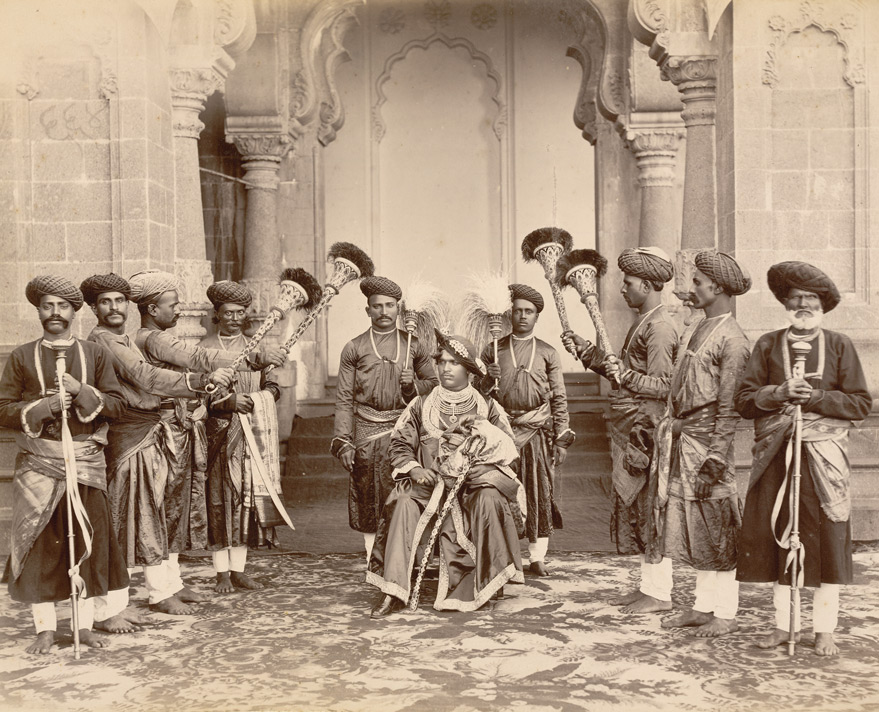
Шаху Махарадж, сидящий с дворцовыми слугами

Он родился 26 июня 1874 года как Яшвантрао Джайсинграо Гатге в семье маратха Гатге, в деревне Кагал княжества Колхапур, в семье Джайсинграо и Радхабаи 26 июня 1874 года. Его отец Джайсинграо Гатге был деревенским старостой, а его мать Радхабай происходила из королевской семьи кунби (курми) маратха. Юный Йешвантрао потерял мать, когда ему было всего три года. Его образованием руководил отец, пока ему не исполнилось 10 лет. В том же году он был усыновлен рани Анандибай, вдовой Шиваджи VI, раджи княжеского государства Колхапур. Хотя правила усыновления того времени диктовали, что в жилах ребенка должна течь кровь династии Бхонсле, семейное происхождение Йешвантрао представляло собой уникальный случай. Он закончил свое формальное образование в колледже Раджкумар, Раджкот, и брал уроки административных дел у сэра Стюарта Фрейзера, представителя индийских гражданских служб. Он взошел на престол в 1894 году после достижения совершеннолетия, до этого государственными делами занимался регентский совет, назначенный британским правительством. Во время его вступления на престол Йешвантрао был переименован в Шахуджи Махарадж. Шаху был более пяти футов девяти дюймов в высоту и обладал царственной и величественной внешностью. Борьба была одним из его любимых видов спорта, и он покровительствовал этому виду спорта на протяжении всего своего правления. Борцы со всей страны приезжали в его княжество для участия в соревнованиях по борьбе.
В 1891 году он был женат на Лакшмибай Ханвилкар (1 января 1880 — 12 марта 1945), дочери дворянина из княжества Барода. У пары было четверо детей — два сына и две дочери.

## Противоречия в Ведокте
Когда священники-брахманы из княжеской семьи отказались совершать обряды для кшатрия в соответствии с ведическими гимнами Шаху, Он предпринял смелый шаг, отстранив священников и назначив молодого маратха религиозным учителем небрахманов с титулом Кшатра Джагадгуру. Это было известно как спор о Ведокте. Это вызвало осиное гнездо вокруг его ушей, но он был не тем человеком, который пошел бы по своим стопам перед лицом оппозиции. Вскоре он стал лидером движения небрахманов и объединил маратхов под своим знаменем. В процессе он стал сторонником Сатьяшодхака Самаджа и Арьи Самаджа, а также проводил кампанию за права маратхской общины.

## Социальная реформа

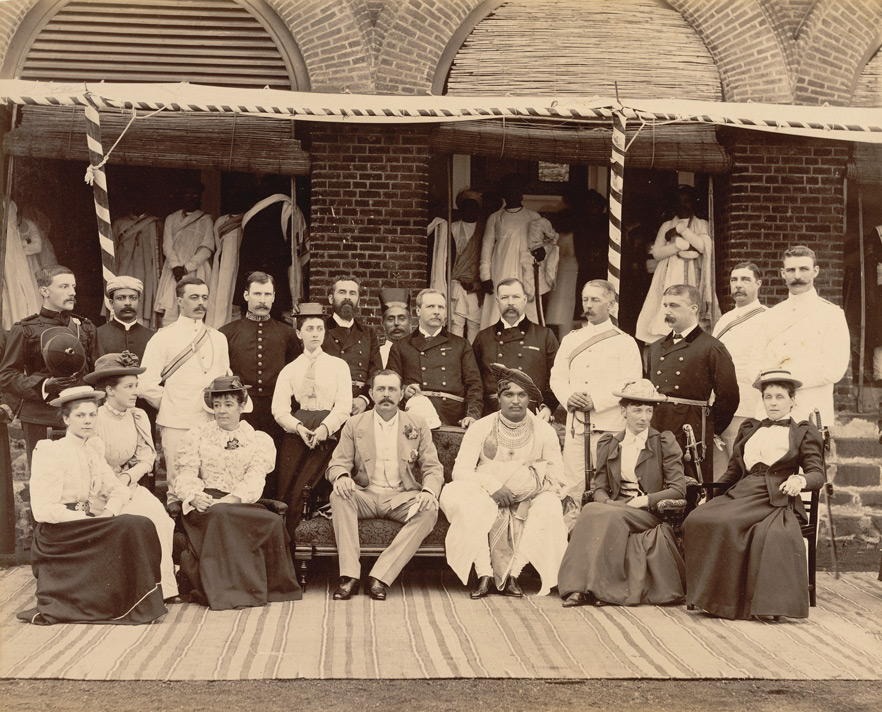
Группа в резиденции, включая махараджу Колхапура

Чхатрапати Шаху махарадж занимал трон Колхапура в течение 28 лет, с 1894 по 1922 год; в течение этого периода он инициировал многочисленные социальные реформы в своей империи. Ему приписывают многое для улучшения условий жизни низших каст. Он также обеспечил подходящее трудоустройство для студентов, получивших такое образование, тем самым создав одну из самых ранних программ позитивных действий (50 % резервирования для более слабых групп) в истории. Многие из этих мер вступили в силу в 1902 году. Он основал ткацко-прядильную фабрику Шаху Чатрапати в 1906 году, чтобы обеспечить занятость. Колледж Раджарам был построен Шаху Махараджем и позже был назван в его честь. Он делал упор на образование, его целью было сделать обучение доступным для широких масс. Он ввел ряд образовательных программ для продвижения образования среди своих подданных. Он основал общежития для представителей различных национальностей и религий, включая общины панчалов, девадня, Набик, Шимпи, Дхор-Чамбхар, а также для мусульман, джайнов и христиан. Он основал школу-интернат мисс Кларк для социально изолированных слоев общества. Шаху ввел несколько стипендий для бедных достойных учеников из отсталых классов. Он также инициировал обязательное бесплатное начальное образование для всех в своем княжестве. Он основал ведические школы, которые позволяли учащимся из всех каст и классов изучать Священные Писания, тем самым распространяя санскритское образование среди всех. Он также основал специальные школы для деревенских старост или ‘патилов’, чтобы сделать их лучшими администраторами.
Шаху был убежденным сторонником равенства между всеми слоями общества и отказывался предоставлять браминам какой-либо особый статус. Он отстранил брахманов от должности королевских религиозных советников, когда они отказались выполнять религиозные обряды для небрахманов. Он назначил на эту должность молодого ученого-маратха и даровал ему титул `Кшатра Джагадгуру". Этот инцидент вместе с тем, что Шаху поощрял не брахманов читать и декламировать Веды, привел к разногласиям по поводу Ведокты в Махараштре. Этот спор вызвал бурю протеста со стороны элитных слоев общества и яростную оппозицию его правлению. Он основал Ассоциацию Декан Райат в Нипани в 1916 году. Ассоциация стремилась обеспечить политические права для не брахманов и предложить им равноправное участие в политике. Шаху находился под влиянием работ Джотибы Шутта и долгое время покровительствовал Сатья Шодхак Самадж, созданной Шуттом.
В 1903 году он присутствовал на коронации короля Эдуарда VII и королевы Александры, а в мае того же года получил почетную степень доктора права Кембриджского университета.
Шаху приложил большие усилия, чтобы отменить концепцию кастовой сегрегации и неприкасаемости. Он ввел (возможно, первую известную) систему резервирования государственных должностей для неприкасаемых. Его королевский указ предписывал своим подданным относиться ко всем членам общества как к равным и предоставлял неприкасаемым равный доступ к коммунальным услугам, таким как колодцы и пруды, а также к таким учреждениям, как школы и больницы. Он узаконил межкастовые браки и приложил большие усилия для улучшения положения далитов. Он прекратил передачу титулов по наследству и полномочий сборщиков налогов.
Он также работал над улучшением положения женщин в своей империи. Он основал школы для обучения женщин, а также громко выступал на тему женского образования. Он узаконил повторный брак вдовы в 1917 году и предпринял усилия, направленные на прекращение детских браков. В 1920 году Шаху ввел закон, запрещающий систему Девадаси (практику предложения девочек Богу).
Шаху представил ряд проектов, которые позволили его подданным поддерживать себя в выбранной ими профессии. Прядильно-ткацкая фабрика Шаху Чатрапати, специализированные рынки и кооперативные общества для фермеров были созданы, чтобы освободить его подданных от хищных посредников в торговле. Он предоставил кредиты фермерам, желающим приобрести оборудование для модернизации методов ведения сельского хозяйства, и даже основал Сельскохозяйственный институт имени короля Эдуарда для обучения фермеров повышению урожайности и связанным с этим методам. Он инициировал Плотина Радханагари была построена 18 февраля 1907 года; проект был завершен в 1935 году. и сделал Колхапур самодостаточным в воде.
Он был великим покровителем искусства и культуры, поощрял музыку и изобразительное искусство. Он поддерживал писателей и исследователей в их начинаниях. Он установил спортивные залы и площадки для борьбы и подчеркнул важность заботы о здоровье среди молодежи.
Его значительный вклад в социальную, политическую, образовательную, сельскохозяйственную и культурную сферы принес ему титул Раджарши, который был присвоен ему воинской общиной курми в Канпуре.

## Ассоциация с Амбедкаром
Махарадже Шаху представили доктору Амбедкару художники Даттоба Павар и Диттоба Далви. На Махараджу произвели большое впечатление высокий интеллект молодого Бхимрао и его революционные идеи о неприкосновенности. Они встречались несколько раз в течение 1917—1921 годов и обсуждали возможные способы устранения негативных последствий кастовой сегрегации путем предоставления «резервации на основе касты» избранным людям. 21-22 марта 1920 года они организовали конференцию по улучшению положения неприкасаемых, и Шаху назначил Амбедкара председателем, поскольку он считал, что Амбедкар был лидером, который будет работать на улучшение положения сегрегированных слоев общества. Он даже пожертвовал 2500 рупий Амбедкару, когда тот 31 января 1921 года основал свою газету «Мукнаяк», а позже пожертвовал еще больше на то же дело. Их связь продолжалась до смерти Шаху в 1922 году.

## Личная жизнь

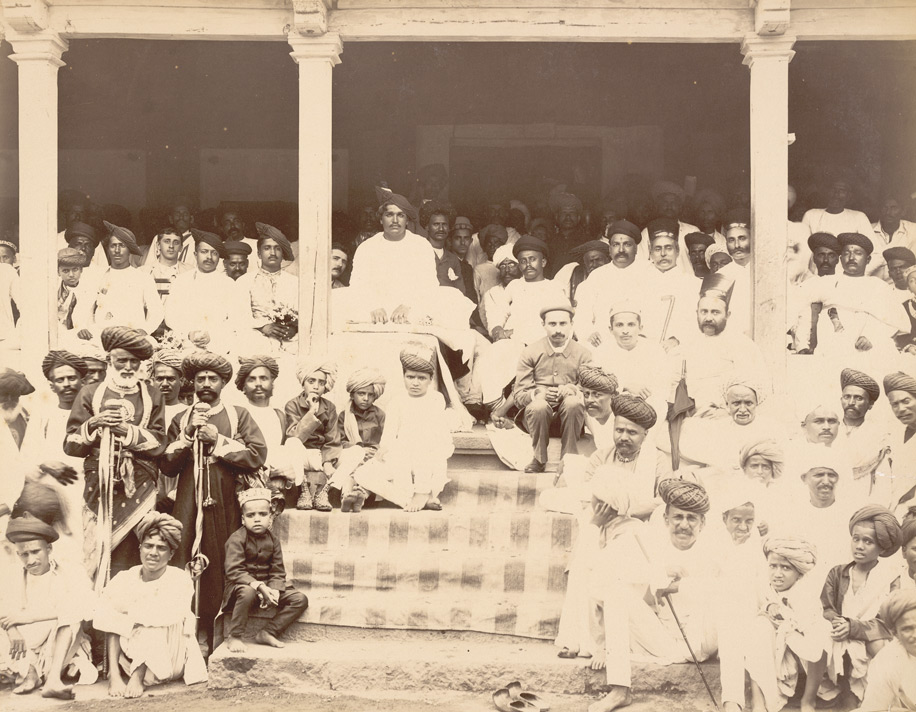
Шаху Чатрапати Махарадж сидит среди толпы, наблюдая за борцовским матчем

В 1891 году Шаху женился на Лакшмибай, урожденной Ханвилкар (1880—1945), дочери маратхского дворянина из Бароды. Они были родителями четверых детей:
- Раджарам III (31 июля 1897 — 26 ноября 1940), сменивший своего отца на посту махараджи Колхапура.
- Радхабай Аккасахеб Павар, махарани Деваса (старшего) (10 марта 1894 — 22 сентября 1973), которая вышла замуж за раджу Тукоджирао III из Деваса (старшего) и имела потомство:
- Викрамсинхрао Павар, который стал махараджей Деваса (старшего) в 1937 году и который позже унаследовал трон Колхапура как Шахаджи II.
- Шримант Махараджкумар Шиваджи (15 апреля 1899 — 12 июня 1918)
- Шримант Раджкумари Обай (род. 25 мая 1895); умерла в детстве.

## Смерть
Шаху умер 06 мая 1922 года в Бомбее. Ему наследовал его старший сын Раджарам III в качестве махараджи Колхапура. Реформы, начатые Шаху, постепенно начали сходить на нет из-за отсутствия способного руководства, способного продолжить наследие.

## Полное имя и титулы
- Его полное официальное имя было: полковник Его Высочество Кшатрия-Кулаватанс Сингасанаадхишвар, Шримант Раджарши Сэр Шаху Чатрапати Махарадж Сахиб Бахадур, GCSI, GCIE, GCVO.

За свою жизнь он получил следующие титулы и почетные имена:
- 1874—1884: Мехербан Шримант Йешвантрао Сарджерао Гатге[19]
- 1884—1895: Его Высочество Кшатрий-Кулаватан Сингасанаадхишвар, Шримант Раджарши Шаху Чатрапати Махарадж Сахиб Бахадур, раджа Колхапура.
- 1895—1900: Его Высочество Кшатрий-Кулаватан Сингасанаадхишвар, Шримант Раджарши Сэр Шаху Чатрапати Махарадж Сахиб Бахадур, раджа Колхапура, GCSI
- 1900—1903: Его Высочество Кшатрий-Кулаватан Сингасанаадхишвар, Шримант Раджарши Сэр Шаху Чатрапати Махарадж Сахиб Бахадур, Махараджа Колхапура, GCSI
- 1903—1911: Его Высочество Кшатрий-Кулаватан Сингасанаадхишвар, Шримант Раджарши Сэр Шаху Чатрапати Махарадж Сахиб Бахадур, Махараджа Колхапура, GCSI, GCVO
- 1911—1915: Его Высочество Кшатрий-Кулаватан Сингасанаадхишвар, Шримант Раджарши Сэр Шаху Чатрапати Махарадж Сахиб Бахадур, Махараджа Колхапура, GCSI, GCIE, GCVO
- 1915—1922: полковник Его Высочество Кшатрий-Кулаватан Сингасанаадхишвар, Шримант Раджарши Сэр Шаху Чатрапати Махарадж Сахиб Бахадур, Махараджа Колхапура, GCSI, GCIE, GCVO

## Награды

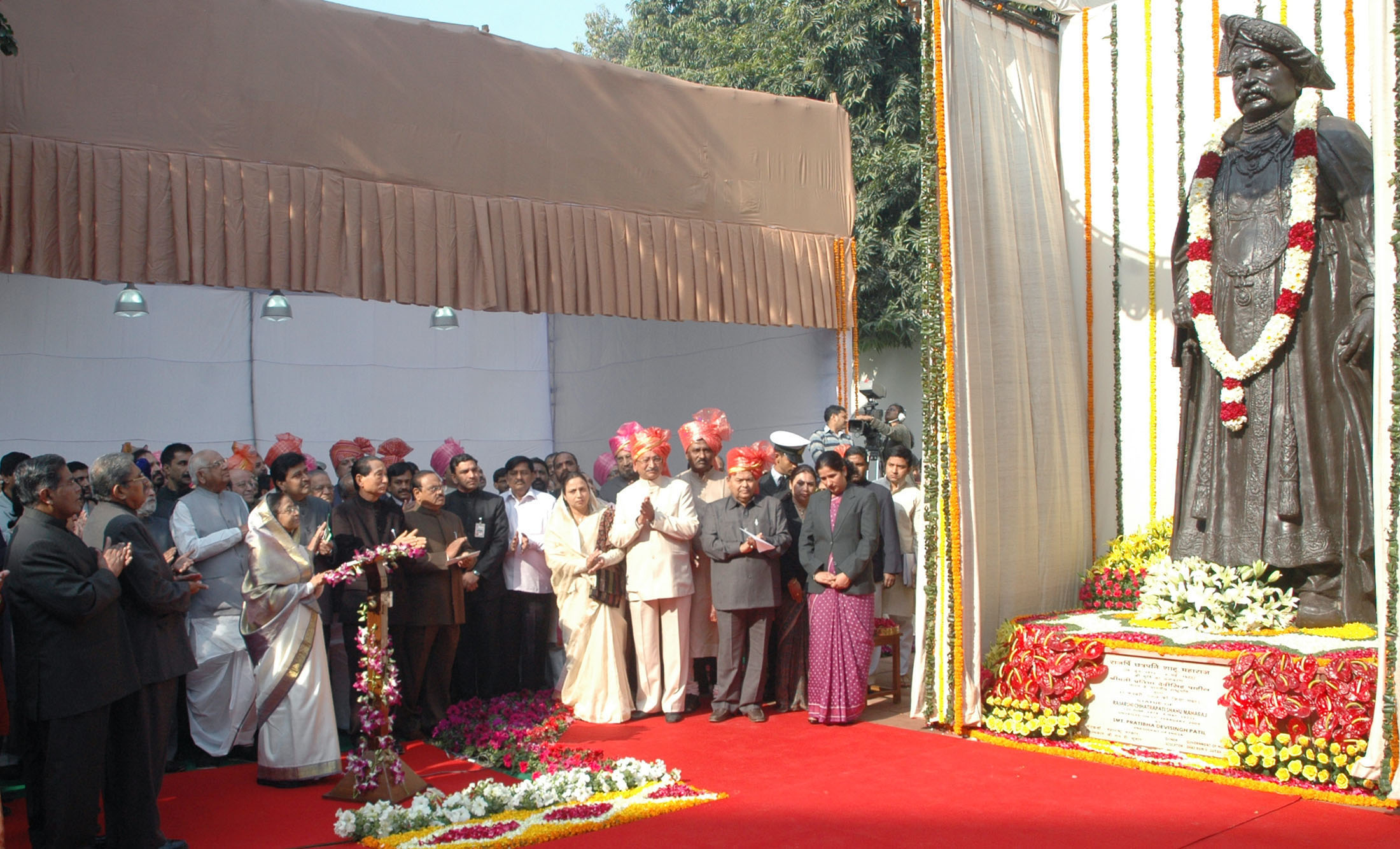
Тогдашний президент, Пратибха Девисингх Патил, открывающий статую Раджарши Чатрапати Шаху Махараджа в здании Парламента в Нью-Дели 17 февраля 2009 года

- Рыцарь — великий командор ордена Звезды Индии (GCSI), 1895
- Коронационная медаль Эдуарда VII, 1902
- Кавалер Большого Креста Королевского Викторианского ордена (GCVO), 1903
- Достопочтенный доктор права, 1903
- Золотая медаль Дели Дурбар, 1903
- Коронационная медаль Георга V, 1911
- Рыцарь — великий команд Ордена Индийской империи (GCIE), 1911
- Золотая медаль Дели Дурбар, 1911

## Мемориалы
- Восьмифутовая статуя Шаху была установлена в здании парламента в Нью-Дели. Тогдашний президент Пратибха Патил открыла статую 17 февраля 2009 года[20][21].
- Президент Индии открыл статую Шаху Махараджа в Пуне 28 декабря 2013 года[22].

## Наследие
- В 1995 году при главном министре штата Уттар-Прадеш Майавати Канпурский университет был переименован в Университет имени Чхатрапати Шаху Джи Махараджа.
- В 2006 году правительство Махараштры объявило день рождения Шаху Самаджик Ньяй Дин (букв.  «День социальной справедливости»)[2].
- Уроки по учебнику, основанному на Шаху, Балбхарти включены в учебники по языку маратхи для некоторых классов маратхской школы. Инцидент, в котором Шаху Махарадж предоставил ферму бедной фермерской паре, был включен в школьный учебник маратхи для четвертого класса в 2009 году[23].

## В средствах массовой информации
Шаху IV был изображен в драматическом сериале Стар Праваха. Речь шла о Бхимрао Рамджи Амбедкаре и «Беги на Стар Правах» в 2019 году.